# Gaston Doussot
Gaston Doussot (ur. 9 lutego 1901 w Montreuil, zm. 28 kwietnia 1965 tamże) – francuski bokser.
Doussot brał udział na Igrzyskach Olimpijskich w 1924 roku, uczestniczył w zawodach kategorii półśredniej. W pierwszej rundzie zawodów przegrał z Alem Mello.